# XXII secolo
Il XXII secolo (ventiduesimo secolo) è il secolo che inizia nell'anno 2101 e termina nell'anno 2200 incluso.

## Eventi
- Ci saranno 239 eclissi lunari.
- 4 maggio 2102: l'asteroide 2004 VD17 raggiungerà la minima distanza dalla Terra, con una probabilità di impatto di 3×10−4 (ossia dello 0,0003%).
- 11 dicembre 2117: Transito di Venere.
- 2123: tripla congiunzione Marte-Giove.
- 8 dicembre 2125: Transito di Venere.
- 2134: perielio della Cometa di Halley.
- 2148: tripla congiunzione Marte-Saturno.
- 2170: tripla congiunzione Marte-Giove.
- 23 marzo 2178: Plutone completerà un giro intorno al sole (dal giorno della sua scoperta).
- 2185: tripla congiunzione Marte-Saturno.
- 2187: tripla congiunzione Marte-Saturno.
- 2 settembre 2197: Venere oscurerà Spica (l'ultima volta è avvenuto il 10 novembre 1783).